# Кър (окръг, Тексас)
Окръг Кър (на английски: Kerr County) е окръг в щата Тексас, Съединени американски щати. Площта му е 2870 km², а населението - 43 653 души (2000). Административен център е град Кървил.